# Hasige Hobli, Kunigal
Hasige Hobli là một làng thuộc tehsil Kunigal, huyện Tumkur, bang Karnataka, Ấn Độ.